# Kaisersbusch (Wuppertal)
Kaisersbusch war eine Ortslage im Westen der bergischen Großstadt Wuppertal, Stadtteil Elberfeld. Der Name Kaisersbusch ist als eigenständige Bezeichnung für diese Ortslage mehrheitlich nicht mehr im Bewusstsein der Bevölkerung vorhanden.

## Lage und Beschreibung
Die Ortslage liegt auf einer Höhe von 161 m ü. NHN in der Nähe der heutigen Siegfriedstraße und des S-Bahn-Haltepunkts Zoologischer Garten im Wohnquartiers Zoo im Stadtbezirk Elberfeld-West. Benachbarte Ortslagen sind An der Weide, Pickartsberg, Auf'm Kothen, In den Hülsen, Vollmerhausen und Boltenberg.

## Geschichte

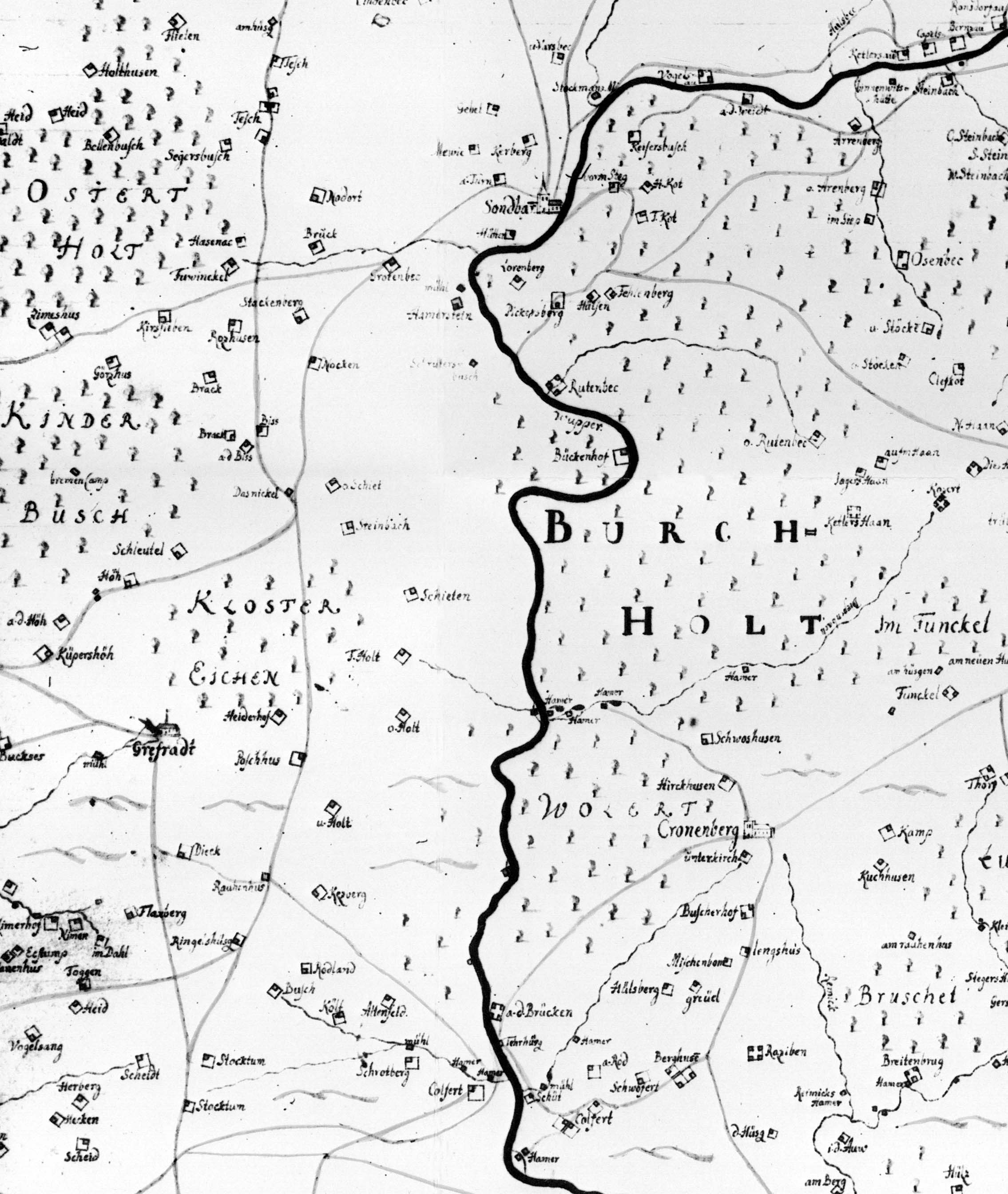
Ausschnitt der Topographia Ducatus Montani

Auf der Topographia Ducatus Montani des Erich Philipp Ploennies aus dem Jahre 1715 ist der Ort als Keisersbusch verzeichnet. 1832 gehörte Kaisersbusch zur Pickartsberger Rotte des ländlichen Außenbezirks des Kirchspiels und der Stadt Elberfeld. Der laut der Statistik und Topographie des Regierungsbezirks Düsseldorf als Kotten kategorisierte Ort wurde als Am Kaisersbusch bezeichnet und besaß zu dieser Zeit ein Wohnhaus und ein landwirtschaftliches Gebäude. Zu dieser Zeit lebten fünf Einwohner im Ort, davon alle evangelischen Glaubens.
Von 1838 bis 1841 wurde die Bahnstrecke Düsseldorf–Elberfeld durch die Düsseldorf-Elberfelder Eisenbahn-Gesellschaft bis nach Elberfeld-Steinbeck bei Kaisersbusch gebaut. Im Ersten Weltkrieg wurde die Bahnstrecke auf vier Gleise ausgebaut, spätestens zu dieser Zeit ging die Ortslage Kaisersbusch in die Bebauung des Villenviertels des Wuppertaler Zooviertel auf.